# Isle (Minnesota)
Isle és una població dels Estats Units a l'estat de Minnesota. Segons el cens del 2000 tenia 707 habitants.

## Demografia
Segons el cens del 2000, Isle tenia 707 habitants, 323 habitatges, i 198 famílies. La densitat de població era de 130 habitants per km².
Dels 323 habitatges en un 23,2% hi vivien nens de menys de 18 anys, en un 46,4% hi vivien parelles casades, en un 10,5% dones solteres, i en un 38,4% no eren unitats familiars. En el 35,3% dels habitatges hi vivien persones soles el 21,1% de les quals corresponia a persones de 65 anys o més que vivien soles. El nombre mitjà de persones vivint en cada habitatge era de 2,19 i el nombre mitjà de persones que vivien en cada família era de 2,81.
Per edats la població es repartia de la següent manera: un 22,2% tenia menys de 18 anys, un 7,4% entre 18 i 24, un 21,4% entre 25 i 44, un 24,2% de 45 a 60 i un 24,9% 65 anys o més.
L'edat mediana era de 44 anys. Per cada 100 dones de 18 o més anys hi havia 87,1 homes.
La renda mediana per habitatge era de 32.375 $ i la renda mediana per família de 37.250 $. Els homes tenien una renda mediana de 27.083 $ mentre que les dones 21.731 $. La renda per capita de la població era de 19.609 $. Entorn del 3,2% de les famílies i el 5,6% de la població estaven per davall del llindar de pobresa.

## Poblacions més properes
El següent diagrama mostra les poblacions més properes.